# Иино, Кэндзи
Кэндзи Иино (яп. 飯野 賢治 Иино Кэндзи, 5 мая 1970, Аракава, Токио, Япония — 20 февраля 2013, Токио, Япония) — японский геймдизайнер и композитор. Он приобрёл репутацию индивидуалиста в середине 1990-х годов за создание неортодоксальных игр, таких как Real Sound, и, возможно, сегодня его лучше всего помнят за его бунтарские маркетинговые методы. За пределами своей родины он был наиболее известен своими видеоиграми в жанре survival horror, в частности серией D. Помимо создания видеоигр, Иино также был известным электронным музыкантом и создал партитуру для нескольких своих игр. За свою жизнь Кэндзи основал несколько компаний по разработке видеоигр: EIM и From Yellow to Orange (ранее называвшиеся Warp и Superwarp). Он также работал в различных областях, в частности автомобильную, мобильную, табачную и гостиничную промышленность. Иино умер 20 февраля 2013 года из-за сердечной недостаточности, вызванной гипертонией.

## Карьера
С юных лет Кэндзи сильно интересовался видеоиграми и музыкой, много экспериментировал с программированием и звукозаписью. Одна из его первых игр, Towadako Satsujin Jiken, была включена в региональный игровой конкурс. Иино впервые начал работать в индустрии видеоигр в 1988 году в компании Interlink (ответственной за небольшой хит 1989 года, Moulin Rouge Senki: Melville no Honoo). С помощью Interlink Кэндзи получил небольшую степень контроля над своими проектами, и вскоре компания выпустила игру Ultraman Club 2: Kaette Kita Ultraman Club под его совместным планированием.
Неудовлетворенный своей ролью в Interlink и заинтересованный в более прямом контроле над проектами, Иино использовал свои сбережения, чтобы основать контрактную компанию по разработке видеоигр EIM (Entertainment Imagination and Magnificence) в 1989 году. Программа Кэндзи для EIM была в значительной степени смоделирована на основе Interlink, однако как строгая контрактная компания EIM сосредоточилась исключительно на сиквелах и спин-оффах. Хотя теперь Иино мог выбирать проекты и контролировать результаты своей деятельности, он оставался неудовлетворенным ограничениями, наложенными на EIM необходимостью быть верным творческому видению групп, которые нанимали EIM по контракту. По этой причине, а также из-за растущей психической нестабильности, Кэндзи распустил EIM в 1992 году и начал работать консультантом автомобильного производителя.

### Warp и From Yellow to Orange
В 1994 году, после того как его интерес к играм возродился благодаря поездкам на Macworld 1994 года и Be-In, местную игровую выставку, Иино основал Warp с небольшой командой программистов и дизайнеров, включая аниматоров Фумито Уэду (Ico и Shadow of the Colossus), Такэси Нодзуэ (Final Fantasy VII: Advent Children) и Итиро Итано (Macross), которые позже стали известными по другим проектам. В то время как EIM была сделана по образцу Interlink, Иино смоделировал Warp по образцу отдела 3DO Panasonic. Warp выпустил ряд видеоигр для различных платформ, однако его основной продукцией стали игры, разработанные для 3DO Interactive Multiplayer. Под руководством Кэндзи игры Warp были известны своей диковинностью и нетрадиционным производством. Игра Short Warp, например, шла в комплекте с презервативами feelies, а игра Real Sound поставлялась с мешком семян. В этот период Иино занялся радиовещанием. Он приобрёл репутацию индивидуалиста во время своей работы с Warp и шокировал японскую прессу на пресс-конференции 1996 года, где он сжёг мосты с Sony, показав тизер, изображающий логотип PlayStation, превращающийся в логотип Sega Saturn, указывая на то, что последняя игра Warp Enemy Zero будет эксклюзивом Saturn. Развивая эту репутацию, в 1996 году на Tokyo Game Show Warp показали видео, где они танцуют и поют песню с текстом, примерно переведённым как «Enemy Zero — хорошая игра, Warp — хорошая компания», в конце видео Кэндзи бросил на пол плюшевую куклу Муумуу, талисман популярной тогда игры Sony Jumping Flash!. Последние четыре игры Warp были разработаны исключительно для Sega. Отчасти из-за провала 3DO в качестве игровой консоли, отчасти из-за участившихся эпизодов психической нестабильности Иино и из-за посредственных показателей продаж их игр, не относящихся к 3DO. Warp распалась вскоре после выпуска D2 в 2000 году.
В 2000 году был сформирован Superwarp. Superwarp отличался от Warp, сосредоточившись на DVD, сетевых сервисах и онлайн-музыке. С Superwarp Иино работал над 20 самыми разнообразными проектами, включая работу с NTT Docomo, создание интерфейса для торговых автоматов Coca-Cola, маркетинг сигарет и проектирование модного отеля. В этот период Кэндзи также начала вести блог. Superwarp был расформирован в 2005 году, не выпустив ни одной видеоигры. Иино объяснил, что это был его последний акт дистанцирования от своего прошлого в Warp.
В 2001 году Superwarp был переименован в From Yellow to Orange. Кэндзи продолжал возглавлять компанию до самой своей смерти. В 2006 году Иино объявил, что From Yellow to Orange находится в процессе разработки игры, и во время интервью на E3 2006 года он намекнул, что она будет выпущена для Nintendo Wii. В сентябрьском номере журнала Electronic Gaming Monthly за 2008 год Кэндзи заявил в интервью, что работает над игрой, которая будет показана либо в «следующем номере, либо через следующий номер EGM». 23 марта 2009 года Nintendo выпустила новую игру под названием You, Me, and the Cubes в сервисе загружаемых игр WiiWare.
В августе 2008 года Кэндзи Иино объединился с Кэнъити Ниси (Chibi-Robo!, Captain Rainbow) под контролем компании Fieldsystem, чтобы написать партитуру и помочь разработать Newtonica, игру для iPhone и iPod Touch.

## Музыка
Иино также писал свою собственную музыку и был близким другом музыканта Майкла Наймана. В более поздние годы он часто пользовался твиттером, где вместе с Юей Асаокой, Хисаси Тономурой, Такамасой Аоки и др. создал группу под названием Norway. Хотя некоторые участники никогда не встречались лично, песни, которые они создавали, обмениваясь музыкальными файлами, были опубликованы на YouTube и стали небольшими хитами.
Иино заявил, что находился под влиянием электронной группы Yellow Magic Orchestra.
Музыкальные достижения Кэндзи в целом менее известны за пределами Японии, хотя они пользовались большим успехом, чем его видеоигры. Иино выпустил несколько независимых альбомов, а также являлся соавтором таких, как Remixes 98–2000 группы The Cinematic Orchestra. Кэндзи также сочинил музыку для нескольких своих игр, включая Juuouki, Casino Kid 2, Sunman и дарк-эмбиент в D и D2.

## Личная жизнь
В детстве Иино посещал школу для одарённых детей, однако на обычное течение его детства сильно повлияло исчезновение матери из его жизни во время второго года обучения в начальной школе. Его поощрял учитель в младших классах средней школы изучать философию, и его любимыми книгами были «Рассуждение о методе» Декарта, «Логико-философский трактат» Витгенштейна, «Критика чистого разума» Канта, Ницше и Юнг. Кэндзи бросил среднюю школу в возрасте 17 лет и, после непродолжительной работы в Canon и телефонной компании, он вскоре вошёл в индустрию видеоигр. Видеоигры всегда играли важную роль в его жизни, так как он начал посещать игровые залы с раннего возраста. Он описывает Space Invaders и Pac-Man как две из самых влиятельных игр, которые побудили его продолжить карьеру в игровом дизайне.
Иино женился во время разработки D, он не планировал заводить детей, так как чувствовал, что не был экономически стабилен: «я был тогда довольно беден, жил в квартире с одной спальней», однако с успехом D Кэндзи заявил, что он может «позволить себе детей».
В 2003 году Иино дебютировал как писатель художественной литературы в первом номере литературного журнала Фауст, издававшегося издательством Kodansha.
Кэндзи любил Macintosh и резко критиковал дизайн Windows.

### Смерть
Кэндзи Иино, который был довольно тучным, преуспел в потере веса, практикуя «безуглеводную диету», и хотя ожирение основная причина высокого кровяного давления, к 2013 году его состояние было удовлетворительным. Он был в Бостоне за 3 дня до своей смерти. Кэндзи умер в своём доме в Токио от гипертонической сердечной недостаточности в 21:42 20 февраля 2013 года.

## Проекты

### Видеоигры

#### Независимое производство
- Towadako Satsujin Jiken

#### Interlink
- Juuouki (Famicom, 1990) — звуковой дизайн
- SD Hero Soukessen: Taose! Aku no Gundan (Famicom, 1990) — руководитель, композитор
- Ultraman Club 2: Kaette Kita Ultraman Club (Famicom, 1990) — проектировщик

#### EIM
- Parallel World (Famicom, 1990)
- Time Zone (Famicom, 1991) — концепт
- Casino Kid 2 (Famicom, 1992) — композитор
- Panic Restaurant (Famicom, 1992) — руководитель, композитор, концепт
- Miyasu Nonki no Quiz 18-kin (Arcade, 1992)
- Kyouryuu Densetsu (Famicom, отменена)
- Sunman (Famicom, отменена) — руководитель

#### Warp
- Totsugeki Kikan Megadasu!! (3DO, 1994)
- Uchuu Seibutsu Flopon-kun (3DO, 1994)
  - Uchuu Seibutsu Flopon-kun P! (PlayStation, 1995)
- Trip'd (Flopon World) (3DO, 1994)
  - Flopon World (PlayStation, 1995)
- D (D no Shokutaku) (3DO/Sega Saturn, 1995)
  - D no Shokutaku: Complete Graphics (PlayStation, 1995)
  - D no Shokutaku: Director’s Cut (3DO, 1996)
- Oyaji Hunter Mahjong (3DO, 1995)
- Short Warp (3DO, 1996)
- Enemy Zero (Sega Saturn, 1996)
  - Enemy Zero (Windows, 1998)
- Real Sound: Kaze no Regret (Sega Saturn, 1997)
  - Real Sound: Kaze no Regret (Dreamcast, 1999)
- Sega Rally 2 (Dreamcast, 1998) — композитор
- D2 (Dreamcast, 1999)[17]

#### From Yellow to Orange
- You, Me, and the Cubes (Wii, 2009)[18]

#### Внешний контракт
- Newtonica (iPhone/iPod Touch, 2008) (Fieldsystem) — композитор
- Newtonica 2 (iPhone/iPod Touch, 2008) (Fieldsystem)
- Newtonica 2 resort (iPhone/iPod Touch, 2009) (Fieldsystem)
- One-Dot Enemies (iPhone, 2009) (Studio-Kura) — дизайнер[19]

### Музыка
- D’s Diner: The Director’s Cut Audio CD (1996) — композитор
- Tekken 2 Strike Arranges (1996) — аранжировка (Black Winter Night Sky, Forest)
- Enemy Zero Original Soundtrack (1997) — продюсер
- music for PARCO E0 (1997) — композитор
- Real Sound: The Wind’s Regret The Music (1997) — текст
- Sega Rally 2 (1998) — композитор (Big Sur)
- D2 Sketches (1998) — композитор
- D2 Sketches 2 (1999) — композитор
- D2 Original Soundtrack (1999) — композитор
- D2 Remixes (1999) — композитор
- D2 Select Remix From Sketches 1 & 2 (2000) — композитор
- Mexican Flyer Remix Tracks Inspired by Space Channel 5 (2000) — аранжировка (Snowbird Mix)
- Remixes 98–2000 (2000) — композитор (The Fear Theme)
- Keiichi Suzuki: Music for Films and Games / Original Soundtracks (2010) — текст (六岳山のるろい)

#### Посмертные релизы
- panic zillabot (2016) — композитор (Menu — Panic Restaurant)
- Stupid Idiot (2017) — композитор (Panic Restaurant)[20]

### Публикации
- ゲーム Super 27 Years Life (1997)
- スーパーヒットゲーム学 (1998)
- ワープ会社案内 (1998)
- 2003 飯野賢治対談集 (1999)
- レッドブック ワルツの雨 (в соавторстве, 2006)
- 息子へ。(2011)